# Paracles sordida
Paracles sordida là một loài bướm đêm thuộc phân họ Arctiinae, họ Erebidae.